# Airbus

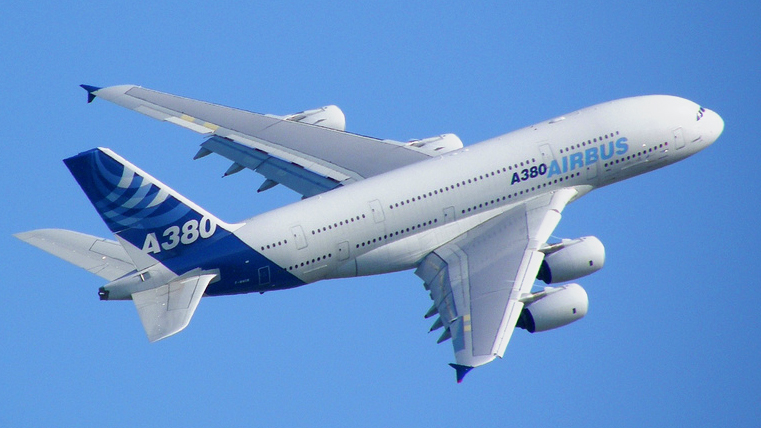
En A380 under provturen den 12 maj 2007.

Airbus A330-200.

Airbus S.A.S. är en europeisk multinationell flygplanstillverkare som är baserad i Toulouse, Frankrike. Företaget inkorporerades under fransk lag som ett förenklat aktiebolag, eller "S.A.S." (Société par Actions Simplifiée), år 2001. Airbus var tidigare känt som Airbus Industrie och är vanligtvis benämnd enbart som Airbus.
Namnet uttalas som /ˈɛəbʌs/ på brittisk engelska (notera avsaknaden av ”r”), /ɛʀˈbys/ på standardfranska (notera att ”u” uttalas som ett /y/, med betoning på sista stavelsen) och /ˈɛːɐbʊs/ på tyska. På svenska uttalas det vanligen som på engelska fast med svenskt "r".
Airbus ägs av Airbus Group (tidigare EADS), som är en av Europas största krigsmaterielleverantörer. Efter omstruktureringar delas VD-posten mellan Fabrice Brégier och Tom Enders.
Airbus har omkring 57 000 anställda i ett flertal västeuropeiska länder. Slutmonteringen utförs i Toulouse i Frankrike, i Hamburg i Tyskland och i Kina för A320. Konstruktionstillverkning sker dock på ett flertal platser i Västeuropa.

## Historia
Airbus Industrie började som ett konsortium av tre västeuropeiska flygplanstillverkare för att tävla mot framgångsrika amerikanska företag såsom Boeing, Lockheed och McDonnell Douglas. På 1960-talet konkurrerade europeiska civilflygplanstillverkare (Tupolev, Iljusjin, Dassault, BAC etcetera) lika mycket sinsemellan som med amerikanska producenter. I mitten av 1960-talet började några västeuropeiska regeringar förhandla om att skapa ett statligt gemensamt finansierat samarbete.
I september 1967 undertecknade tre västeuropeiska länders regeringar (Storbritannien, Frankrike och Västtyskland) ett Memorandum of Understanding (MoU) för att starta utvecklingen av ett medeldistansflygplan för passagerartrafik med 300 säten Airbus A300. Detta var en naturlig utveckling efter flera större gemensamma flygplansprogram i Europa, till exempel fransk-brittiska Concorde. Ett tidigare pressmeddelande hade gjorts i juli 1967 men hade komplicerats av British Aircraft Corporation (BAC). Den brittiska regeringen vägrade att backa upp dess föreslagna rival, en utveckling av BAC 1-11 och gav istället stöd för Airbus flygplan.
Under de följande månaderna uttalade både de franska och brittiska regeringarna tvivel om flygplanet, bland annat bedömde franska regeringen att kortdistansflygplanet Dassault Mercure hade goda framtidsutsikter. Ett annat problem var behovet av en ny motor (som skulle utvecklas av brittiska Rolls-Royce med beteckningen RB207). I december 1968 föreslog de franska och brittiska partnerföretagen Sud Aviation och Hawker Siddeley en reviderad konfiguration, den 250-sitsiga Airbus A250. Flygplanet skulle därmed inte behöva nya motorer, vilket i sin tur skulle minska utvecklingskostnaderna. Flygplanet skulle därmed kallas A300B.
År 1969 drog sig den brittiska regeringen ur projektet. Eftersom Hawker Siddeley hade deltagit intensivt i programmet fram till dess var både Frankrike och Tyskland motvilliga att ta över formgivningen av vingarna. Därmed tilläts det brittiska företaget att fortsätta som en stor underleverantör.

### Airbus bildas
Airbus Industrie bildades formellt år 1970  efter en överenskommelse mellan Aérospatiale (Frankrike) och Deutsche Aerospace, DASA (Tyskland) (till vilket CASA i Spanien anslöt sig 1971). Varje företag skulle leverera sektioner under ledning från Frankrike med sammansättning i Frankrike. Namnet "Airbus" togs från en icke-patentskyddad term som användes av flygplansindustrin på 1960-talet för att beskriva kommersiella flygplan av en viss storlek och räckvidd. Termen var även språkligt acceptabel för Frankrike.
År 1972 genomförde A300 sin jungfrutur och den första produktionsmodellen A300B2 kom i tjänst år 1974 . Inledningsvis hade konsortiet liten framgång, men 1979 var 81 flygplan i bruk. Med starten för projektet A320 1981 befästes Airbus position som en större aktör på marknaden – flygplanet hade beställts i över 400 exemplar innan det ens hade lyft; detta kan jämföras med 15 stycken för A300 1972.
Den relativt lösa alliansen av flygplanstillverkare förändrades år 2000 när krigsmaterielkoncernerna DASA, Aerospatiale och CASA fusionerades till EADS och 2001 när BAE och EADS bildade Airbus Integrated Company för samutvecklingen av Airbus A380. Planet har plats för 555 passagerare och är världens näst största flygplan (störst är sovjetiska fraktflygplanet An-225), som togs i bruk år 2007.

### A380 - världens största passagerarplan
Den 27 april 2005 genomförde A380 framgångsrikt sin jungfrutur i Toulouse, Frankrike. Flygturen tog nästan fyra timmar från och med att planet startade från flygplatsen Toulouse Blagnac vid 08:29 UTC (10:29 lokal tid), varvid det flög västerut, mot Atlanten, gjorde en sväng över oceanen, flög över Pyrenéerna och slutligen landade på flygplatsen i Toulouse igen kl 12:23 UTC (14:23 lokal tid). Besättningen utgjordes av den franska testpiloten Jacques Rosay (kapten vid starten och den inledande delen av testflygningen) och Claude Lelaie (kapten vid den andra delen av testflygningen, inklusive landningen) såväl som tre flygtestingenjörer (en spanjor, en fransman och en tysk) samt en fransk testflygningsingenjör. Med bakgrund av en tidigare fransk-tysk tvist över ledningen av EADS utfärdade Airbus ett uttalande för att klargöra att besättningen inte hade valts utifrån nationalitet utan valet hade baserats på kompetens. Testflygningarna fortsatte till mitten av 2006.
Singapore Airlines tog 2007 som första flygbolag i världen A380-800 i trafik på rutten Singapore-Sydney-Singapore.
I juli 2010 hade de då 31 levererade flygplanen flugit 156 000 timmar i 17 000 flygningar och transporterat 6 miljoner passagerare. 236 plan var levererade eller beställda.

## Civila produkter
Airbus produktionslinje började med A300, världens första flygplan med dubbla mittgångar och som hade två motorer. En förkortad variant av A300 utvecklades under namnet A310. Airbus valde efter framgångarna med A300 och A310 att gå in i direkt konkurrens med framförallt amerikanska Boeing och McDonnell Douglas inom kort- och medelsdistanssegmentet genom A320 med sitt innovativa fly-by-wire-kontrollsystem. A320 blev en stor kommersiell framgång. Olika derivat har utvecklats ur A320 där A318 och A319 är förkortade varianter. A319 har vidareutvecklats för den finansiella biz-jet-marknaden (Airbus Corporate Jet). En förlängd version A321 är också utvecklad och A320-familjen har visat sig vara en fullvärdig konkurrent till Boeings 737.
Airbus flygplan med längre räckvidd, såsom den tvåmotoriga A330 och den fyrmotoriga A340:s vingaerodynamik effektiviseras med vingfenor. Framgångarna under senare delen av 1990-talet med framförallt A330 blev ett betydande hot mot Boeings starka ställning på marknaden för bredbukiga flygplan. A340-500 har en operationell räckvidd på 13 921 kilometer vilket är den näst längsta räckvidden hos kommersiella jetflygplan – flygplanet är endast slaget av Boeings 777-200LR (räckvidd: 17 446 km).
Dessa Airbusflygplan tävlar framgångsrikt med motsvarande Boeingprodukterna och kan delvis förklara varför flygplanstillverkningen hos Lockheed avbröts 1983 och varför Boeing övertog McDonnell Douglas åren 1996–1997. Airbus är speciellt stolt över användningen av fly-by-wire-teknik samt den gemensamma cockpitutformningen och de systemen som används inom flygplansfamiljen, vilket förenklar träning av besättningar.
| Flygplan | Beskrivning                                                   | Säten   | Lanseringsdatum | Första flygning | Första leverans |
| -------- | ------------------------------------------------------------- | ------- | --------------- | --------------- | --------------- |
| A300     | 2 motorer, 2 mittgångar,                                      | 250-361 | maj 1969        | oktober 1972    | maj 1974        |
| A310     | 2 motorer, 2 mittgångar, modifierad A300                      | 200-280 | juli 1978       | april 1982      | mars 1983       |
| A318     | 2 motorer, 1 mittgång, förkortats med 6,17 m jämfört med A320 | 117     | april 1999      | januari 2002    | juli 2003       |
| A319     | 2 motorer, 1 mittgång, förkortats med 3,77 m jämfört med A320 | 141     | juni 1993       | januari 1995    | april 1996      |
| A320     | 2 motorer, 1 mittgång                                         | 180     | mars 1984       | februari 1987   | mars 1988       |
| A321     | 2 motorer, 1 mittgång, förlängd 6,94 m jämfört med A320       | 234     | november 1989   | mars 1993       | januari 1994    |
| A330     | 2 motorer, 2 mittgångar                                       | 253-335 | juni 1987       | november 1992   | december 1993   |
| A340     | 4 motorer, 2 mittgångar                                       | 261-416 | juni 1987       | oktober 1991    | januari 1993    |
| A350XWB  | 2 motorer, 2 mittgångar                                       | 250-400 | december 2004   | juni 2013       | december 2014   |
| A380     | 4 motorer, 2 mittgångar, dubbla däck                          | 555-840 | 2000            | 27 april 2005   | oktober 2007    |

## Militära produkter

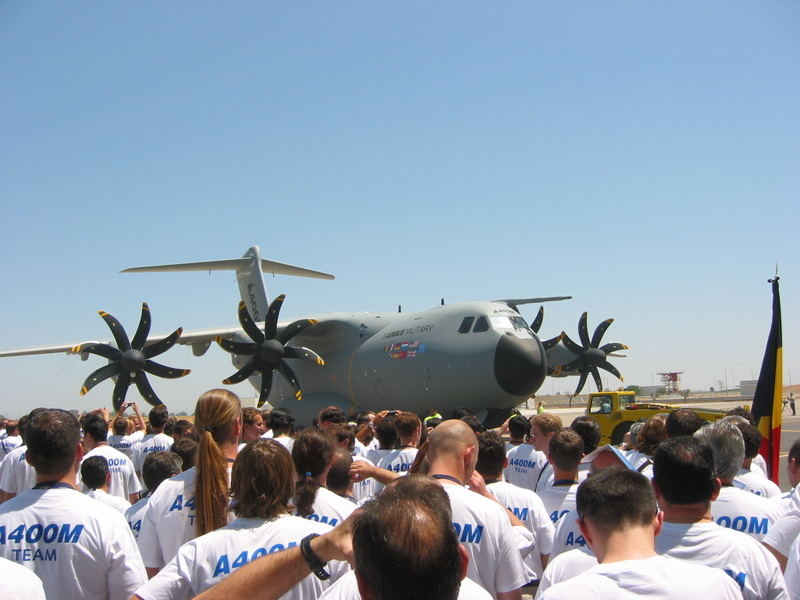
Airbus A400M.

I januari 1999 bildade Airbus ett separat företag, Airbus Military, för att sköta utvecklingen och produktionen av det militära turboproptransportplanet Airbus Military A400M. A400M utvecklas av ett flertal Nato-medlemmar: Belgien, Frankrike, Luxemburg, Spanien, Turkiet, Tyskland och Storbritannien. Flygplanet är ett alternativ till C-130 Hercules. Expansionen på den militära flygplansmarknaden förväntas minska – men inte upphäva – Airbus utsatthet för de cykliska nedgångarna för civilflyget.
- Airbus A400M
- A310 MRTT (Multi Role Tanker Transport)
- A330 MRTT

## Beställningar och leveranser
Civila flygplan
Listade efter passagerarkapacitet.
| Modell       | Beställda | Levererade | Återstår | I tjänst | W/O    |
| A220-100     | 99        | 69         | 30       | 69       | 0      |
| A220-300     | 806       | 320        | 486      | 320      | 0      |
| A318         | 80        | 80         | 0        | 42       | -38    |
| A319ceo      | 1 486     | 1 484      | 2        | 1 251    | -233   |
| A319neo      | 57        | 26         | 31       | 26       | 0      |
| A320ceo      | 4 756     | 4 752      | 4        | 4 186    | -566   |
| A320neo      | 4 083     | 2 130      | 1 953    | 2 130    | 0      |
| A321ceo      | 1 784     | 1 784      | 0        | 1 703    | -81    |
| A321neo      | 6 829     | 1 609      | 5 220    | 1 609    | 0      |
| A300         | 561       | 560        | 1        | 212      | -348   |
| A310         | 255       | 256        | -1       | 48       | -208   |
| A330-200     | 665       | 658        | 7        | 559      | -99    |
| A330-200F    | 38        | 38         | 0        | 38       | 0      |
| A330-300     | 776       | 776        | 0        | 725      | -51    |
| A330-800     | 12        | 7          | 5        | 7        | 0      |
| A330-900     | 362       | 144        | 218      | 144      | 0      |
| A340-200/300 | 246       | 246        | 0        | 100      | -146   |
| A340-500/600 | 131       | 131        | 0        | 93       | -38    |
| A350F        | 55        | 0          | 55       | 0        | 0      |
| A350-900     | 989       | 548        | 441      | 547      | -1     |
| A350-1000    | 300       | 94         | 206      | 94       | 0      |
| A380         | 251       | 251        | 0        | 223      | -28    |
| TOTALT       | 24 621    | 15 963     | 8 658    | 14 126   | -1 837 |

Statistik december 2024.
Militära flygplan
| Modell      | Beställda | Levererade | Återstår | I tjänst | W/O |
| ----------- | --------- | ---------- | -------- | -------- | --- |
| C212        | 486       | 485        | 1        | 206      | 279 |
| CN235       | 287       | 286        | 1        | 240      | 46  |
| C295        | 280       | 209        | 66       | 207      | 6   |
| MRTT A310   | 6         | 6          | 0        | 2        | 4   |
| MRTT A330   | 68        | 56         | 11       | 56       | 0   |
| A400M       | 178       | 116        | 62       | 116      | 0   |
| Eurofighter | 680       | 586        | 94       | 579      | 7   |
| TOTALT      | 1985      | 1744       | 241      | 1406     | 338 |

Statistik mars 2023. 

## Konkurrens med Boeing

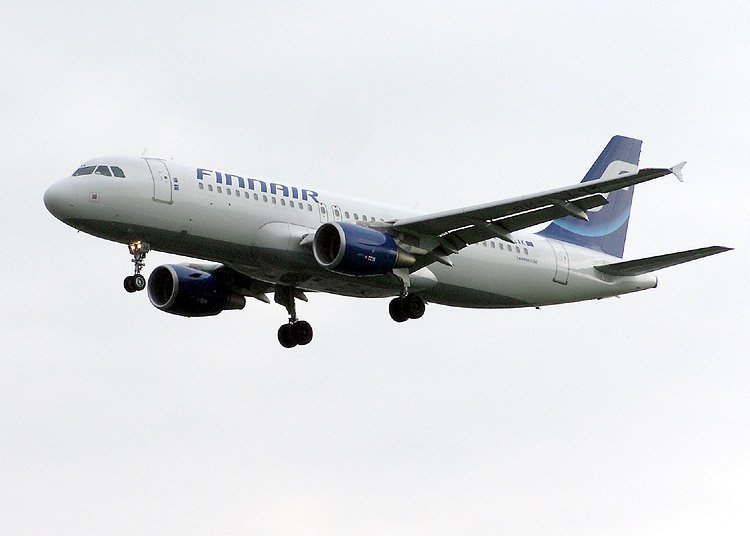
Airbus A320.

Boeing har under många år protesterat mot de mångmiljardbidrag som Airbus erhåller från främst den franska och tyska regeringen, senast i juli 2004. Harry Stonecipher (Boeings dåvarande VD) anklagade Airbus för att missbruka ett icke-bindande avtal från 1992 som täcker lanseringshjälp. Airbus gavs lanseringshjälp från några få regeringar och måste i sin tur återbetala genom strikta kommersiella kontrakt. Företaget ansåg därmed att de var fullt i linje med avtalet från år 1992 och att man följde WTO:s regler. Avtalet stipulerade att upp till 33 procent av programmets kostnader skulle finansieras genom lån från regeringar, vilka sedermera skulle betalas tillbaka i sitt fullo med räntor och royalties inom 17 år. Dessa lån hölls på en minimiräntenivå i likhet med kostnaderna för regeringslånen, plus 0,25 procent, vilket skulle vara under de marknadsräntor som Airbus skulle vara tvungen att nyttja ifall statligt stöd inte fanns att tillgå.
De amerikanska flygplanstillverkarna har genom åren även erhållit stöd från den amerikanska staten. Flygplanet Boeing 707 (som flögs första gången under mitten av 1950-talet) var ursprungligen ett lufttankningsflygplan, som visade sig fungera minst lika bra för civilflyget. Boeing 747 (som flög första gången 1969) togs också ursprungligen fram som ett militärt fraktplan, en order som dock konkurrenten Lockheed med sin C-5 Galaxy vann.
Airbus argumenterade även för att några av de pork barrel-militärkontrakt som getts till Boeing (den näst största amerikanska försvarsentreprenören) i själva verket var en form av subventioner (se den militära kontraktsskandalen med Boeing KC-767) [källa behövs]. Det avsevärda amerikanska regeringsstödet [källa behövs] för NASA:s utveckling av teknik innebar också ett stort stöd för Boeing, likaså de stora skattesänkningarna [källa behövs] som erbjöds Boeing och som är en kränkning [källa behövs] av avtalet från 1992 och WTO:s regler. Bland Boeings nyaste produkter, såsom 787 Dreamliner, har företaget även erbjudits betydande stöd från lokala och statliga regeringar [källa behövs]. EU:s handelsrepresentanter har ifrågasatt stödet som tillhandahölls av den japanska regeringen och japanska företag för lanseringen av 787:an [källa behövs].
För första gången i sin historia levererade Airbus år 2003 fler jetdrivna flygplan än Boeing [källa behövs]. Efter att ha förlorat ledningen i slaget om försäljningen av kommersiella flygplan till USA under 1950- och 1960-talet, ser nu de tre länderna Tyskland, Frankrike och Storbritannien ut att ha tagit ledningen. Industrianalytiker ger äran främst åt Airbus' mer effektiva tillverkningslinje, i jämförelse med många av Boeings äldre modeller; Boeing 737 använder ännu komponenter som konstruerades under 1950-talet. Boeing 747 konstruerades under slutet av 1960-talet och Boeing 757 (vars stora framgång beror på att den saknar direkta konkurrenter) och 767 utvecklades under sent 1970-tal. Boeing 777 som utvecklades i början av 1990-talet har dock sålt mer än sin tysk-fransk-brittiska motparter, vilket inkluderar såväl hela A340-serien som A330-300. Det mindre A330-200 tävlar med 767 och har de senaste åren tagit ledningen ifrån 767:an fram tills Boeing 787 börjat säljas som ligger en hel generation före. Det skall dock nämnas att Airbus själva också använder komponenter som är flera decennier gamla och som kommer ifrån äldre konstruktioner. Alla Airbus flygplan med 2 mittgångar förutom A380 och A350 har i stort sett exakt samma flygkropp som den ursprungliga A300 som konstruerades i början av 1970-talet, förutom längdskillnader. Båda tillverkarna modifierar sina komponenter med tiden i syfte att hålla dem moderna, men själva grundkonstruktionerna kan vara flera årtionden gamla.
För närvarande flyger drygt 12 300 Airbus-flygplan och Airbus har erhållit över 50 procent av flygplansbeställningarna under de senaste åren. Antalet Airbus-produkter är dock ännu bara drygt en tredjedel av antalet Boeing-flygplan i drift (det finns till exempel över 4 000 Boeing 737 i drift). Detta är dock resultatet av att Boeing funnit på marknaden längre tid. Beräkningen tar inte hänsyn till Airbus sena ankomst i den moderna jetflygplansmarknaden (1972 mot 1958 för Boeing) och att Airbus-försäljning nästan fullt sker till den civila marknaden (i jämförelse med de åtskilliga Boeing-flygplanen i USA:s och andra länders försvarsmakter).

## Internationell tillverkning

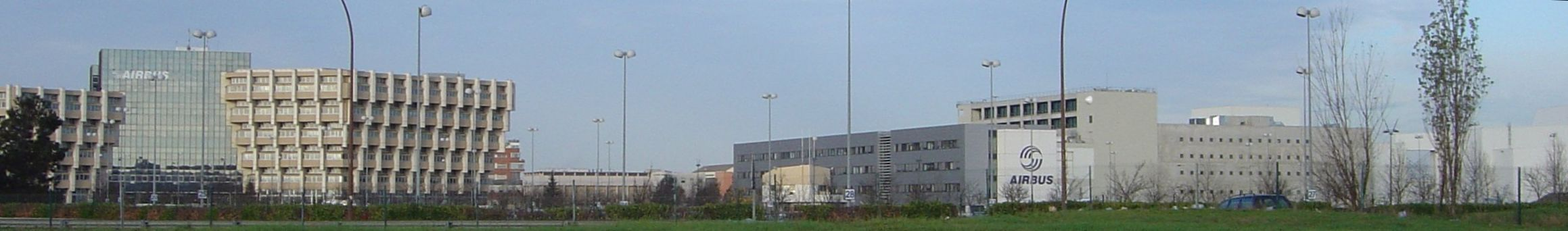
Airbus huvudfabrik i Toulouse ligger precis bredvid Toulouse flygfält.

Airbus fyra monteringsfabriker finns i Toulouse i Frankrike, Hamburg i Tyskland, Tianjin i Kina samt Mobile, Alabama i USA.
Airbus har därtill övriga fabriker runtom i Västeuropa, vilket reflekterar att det grundades som ett konsortium. Förfarandet är emellertid dyrt och franska staten trycker på för att förlägga all tillverkning av Airbus i Frankrike. Tyskarna kontrade detta med att anlägga en kraftigt subventionerad sammansättningsfabrik strax utanför Hamburg, i ett träsk. De kraftiga subventionerna har dock irriterat många politiker, både i och utanför Tyskland.
Airbus har löst problemet att förflytta flygplansdelar mellan olika underleverantörer och monteringsfabriker på ett originellt sätt genom att använda "Airbus Beluga", ett jetflygplan som är förstorat för att kunna bära hela flygkroppssektioner. Tidigare använde man en specialversion av amerikanska Boeing 377 Stratocruiser som kallades Super Guppy. Denna lösning har även undersökts av Boeing, som lät tillverka en förstorad variant av dess Boeing 747-400 kallad Boeing 747LCF för att transportera komponenterna till Boeing 787 (Boeing har dock sedan länge använt en mer rationell metod att frakta sin rymdfärja genom att lasta den på en 747:as tak). Ett undantag från detta förfaringssätt är A380:an, vars flygkropp och vingar är för stora för att bäras av Beluga. De stora A380-delarna transporteras istället med pråm till Bordeaux och sedan till monteringsfabriken i Toulouse via en speciellt breddad väg på långtradare.
Nordamerika är en viktig region för Airbus, både i fråga om flygplansförsäljning och leverantörer. 2 000 av de ungefärligen 17 000 sålda Airbus-flygplanen i världen har beställts av nordamerikanska kunder. Amerikanska leverantörer representerar ungefärligen 120 000 arbeten och uppskattas till ett affärsvärde av 5,5 miljarder USD (2003). A380 har till exempel 51 % amerikanskt innehåll i form av arbetsfördelningsvärde, beroende på vilken motor som väljs av kunden.

### Arbetskraft, nationsvis
| Land           | Direkt anställda av Airbus | Anställda av underleverantörer |
| -------------- | -------------------------- | ------------------------------ |
| Frankrike      | 19 358                     | bör kompletteras               |
| Tyskland       | 18 423                     | bör kompletteras               |
| Storbritannien | 8 688                      | bör kompletteras               |
| Spanien        | 2 726                      | bör kompletteras               |
| USA            | 405+                       | 120 000                        |
| Kina           | 100+                       | bör kompletteras               |
| Summa          | 49 700+                    |                                |

(Data från 31 december 2003)

### Arbetsstyrka per förläggning
| Airbusförläggning ¹                                  | Land | Arbetsstyrka |
| Toulouse (Saint-Martin-du-Touch, Colomiers, Blagnac) | (FR) | 14 133       |
| Hamburg (Finkenwerder, Stade, Buxtehude)             | (DE) | 11 185       |
| Bristol (Filton)                                     | (UK) | 4 379        |
| Chester (Broughton)                                  | (UK) | 4 309        |
| Bremen                                               | (DE) | 3 051        |
| Madrid (Getafe, Illescas)                            | (ES) | 2 243        |
| Saint-Nazaire                                        | (FR) | 2 227        |
| Nordenham                                            | (DE) | 2 106        |
| Nantes                                               | (FR) | 1 869        |
| Varel                                                | (DE) | 1 172        |
| Albert (Méaulte)                                     | (FR) | 1 129        |
| Laupheim                                             | (DE) | 909          |
| Cádiz (Puerto Real)                                  | (ES) | 483          |
| Washington, D.C. (Herndon, Ashburn)                  | (US) | 165+         |
| Wichita                                              | (US) | 140          |
| Peking                                               | (CN) | 100+         |
| Miami (Miami Springs)                                | (US) | 100          |
| Summa                                                |      | 49 700+      |

(Data från 31 december 2003)
¹ Namnet på tätorten, sedan följer den exakta platsen för fabriken inom parentes